# Cell (mikroprocesszor)
A Cell egy olyan mikroprocesszor-architektúra, amely egy rendszerbe foglalja az általános célú, átlagos teljesítményű Power Architektúra magokat a modern, nagyteljesítményű koprocesszoros elemekkel, ami jelentősen felgyorsítja a multimédiás és vektoros alkalmazásokat, de egyéb, más célú számításokat is.
A Sony, Sony Computer Entertainment, Toshiba és az IBM közösen fejlesztette ki, erre a fejlesztői szövetkezetre gyakran az „STI” rövidítéssel hivatkoznak. A szerkezeti tervezést, kivitelezést és az első működő minták elkészítését az STI Design Center-ben végezték Austinban, Texas államban, 2001 márciusától kezdődően, egy négyéves időszak alatt. A fejlesztési költségek megközelítették a 400 millió amerikai dollárt. A Cell tulajdonképpen a Cell Broadband Engine Architecture (Cell széles sávú architektúra) kifejezés rövid alakja, más közismert rövidítései a CBEA avagy Cell BE.
A Cell architektúra első nagyobb kereskedelmi alkalmazása a Sony PlayStation 3 játékkonzolja volt. A Mercury Computer Systems készített egy kettős Cell szervert, egy kettős blade konfigurációt, egy robusztus (rugged) számítógépet és egy PCI Express gyorsítókártyát, a Cell gyártásának különböző szakaszaiban. A Toshiba bejelentette, hogy nagyfelbontású televíziókba építi a processzort, de úgy tűnik, elvetette ezt az ötletet. Egzotikus funkciói, mint például az XDR memória alrendszer és a koherens Element Interconnect Bus (EIB) összeköttetés-vezérlés igen jó helyzetbe hozza a Cell kialakítást a jövőbeni szuperszámítógépes alkalmazások területén, ahol a Cell processzorok jelentős lebegőpontos számítási teljesítménye is nagyobb szerepet kaphat.
A Cell architektúra tartalmaz egy ún. memória koherencia architektúrát, amely optimalizálja a watt fogyasztásra eső teljesítményt, a számítástechnikai sávszélesség előtérbe helyezésével, azaz a várakozást és egyéb lassító tényezőket igyekszik háttérbe szorítani. A számítási teljesítmény a processzor architektúrájában (valószínűleg a japán tervezési elvek hatására) háttérbe szorította a programkód egyszerűségére való törekvést. Mindezek miatt általános vélemény, hogy a Cell környezet nagy kihívásokat állít a programfejlesztők elé. Az IBM egy átfogó Linux-alapú fejlesztési platformot biztosít a Cell architektúrára való programfejlesztéshez. A szoftverek terjedése természetesen függ a hardverplatform elterjedésétől is, azaz a Cell platform megfelel-e a vele szemben támasztott elvárásoknak. A jelek biztatóak, a Cell jól teljesít különféle tudományos számítások terén is.

## Történet

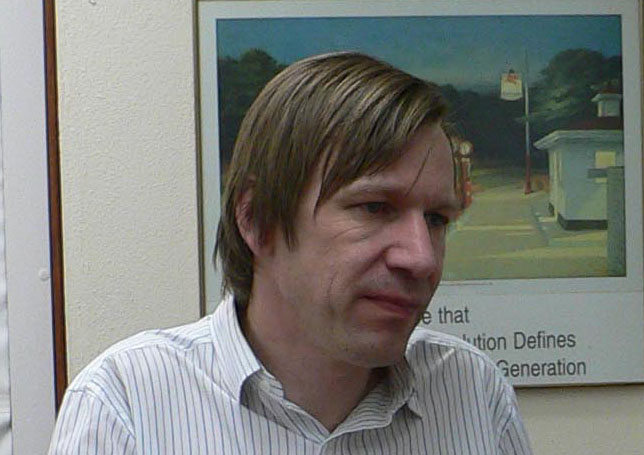
Peter Hofstee, a Cell mikroprocesszor egyik tervezője

2000 közepén a Sony Computer Entertainment, a Toshiba Corporation és az IBM megalakította a cégek kezdőbetűiből alkotott „STI” jelöléssel ismert társulást a processzor tervezése és gyártása érdekében.
Az STI Design Center 2001 márciusában nyílt meg. A Cell processzor tervezése négy évig tartott; a tervezésben a POWER4 processzor tervezésekor használt tervezőeszközök javított változatait használták. A három cég több mint 400 mérnöke dolgozott a terveken Austinban, a kritikus feladatokban tizenegy IBM tervezőközpont támogatásával.

## Felépítés

### Power Processor Element (PPE)

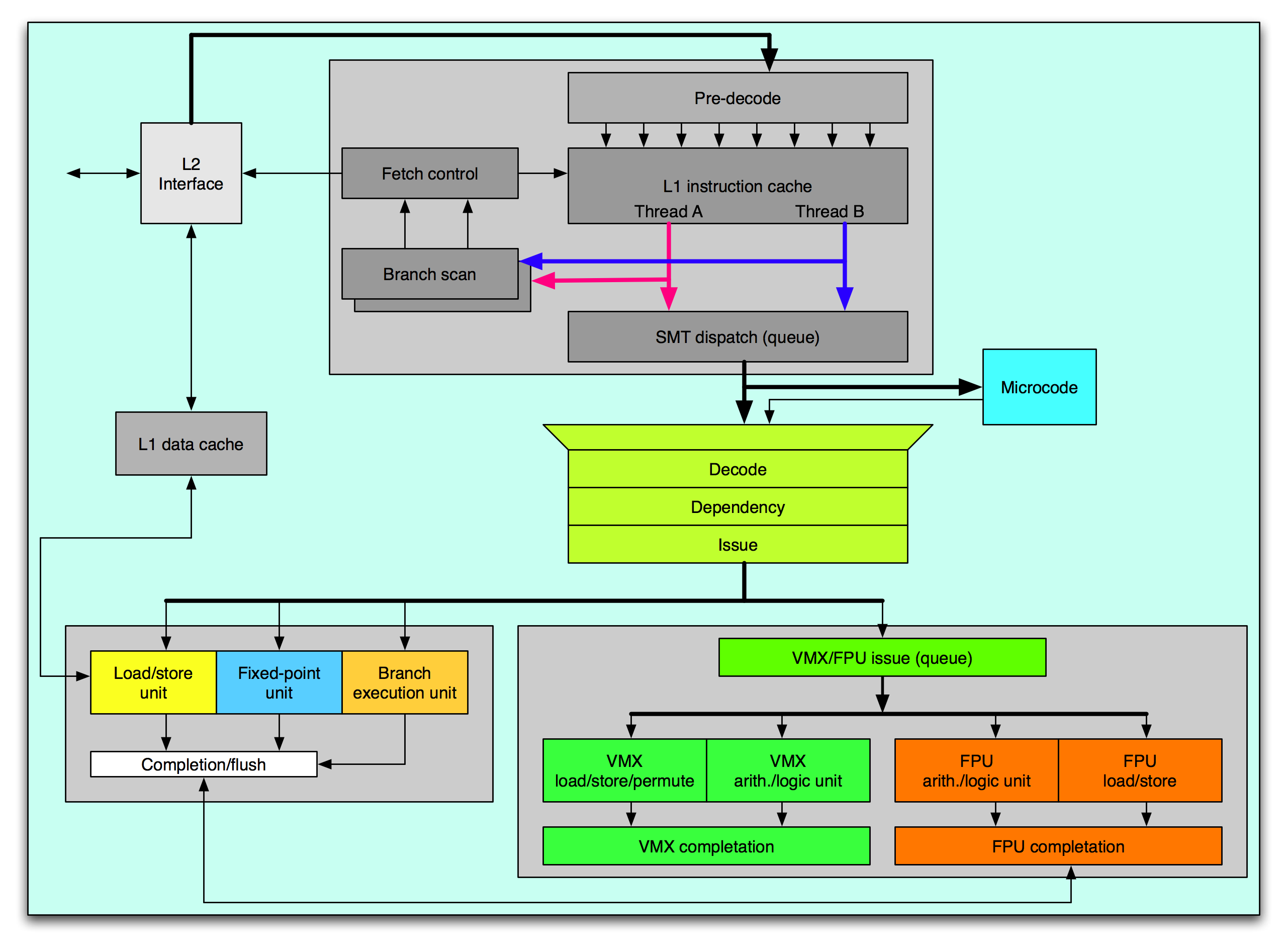
A PPE vázlata

#### Xenon, az Xbox 360 processzora
A Microsoft Xbox 360 játékkonzoljának processzora, a Xenon processzor egy hárommagos Cell-alapú kialakítás, amelyet az IBM tervezett a Microsoft felkérésére. A mag a PPE egy kis mértékben módosított változata.

## Fordítás
Ez a szócikk részben vagy egészben  a   Cell (microprocessor) című angol Wikipédia-szócikk ezen változatának fordításán alapul.  Az eredeti cikk szerkesztőit annak laptörténete sorolja fel. Ez a jelzés csupán a megfogalmazás eredetét és a szerzői jogokat jelzi, nem szolgál a cikkben szereplő információk forrásmegjelöléseként.